# Curtiss SC
Die Curtiss SC Seahawk war ein US-amerikanischer, einsitziger, bordgestützter Nahaufklärer aus der Zeit des Zweiten Weltkriegs.

## Beschreibung
Das Muster war als Nachfolger der Vought OS2U Kingfisher, der Curtiss SOC Seagull und der erfolglosen Curtiss SO3C Seamew konzipiert. Der erste Prototyp startete am 16. Februar 1944, im Oktober des gleichen Jahren wurden die ersten Serienmaschinen von der U.S. Navy übernommen. Ausgeliefert wurden diese Exemplare noch mit einem festen Radfahrwerk, die Schwimmer wurden von der Navy selbst montiert. Zuerst wurde versucht, im Zentralschwimmer eine Bombenladung unterzubringen, Abdichtungsschwierigkeiten verhinderten dies jedoch. Stattdessen wurden dort zusätzliche Kraftstofftanks installiert, zusätzlich zu den zwei abwerfbaren 227-Liter-Tanks unter den Flügeln. Insgesamt wurden 567 SC-1 gebaut.
1945 wurden ebenfalls noch zehn SC-2 gebaut, die sich von der SC-1 durch den stärkeren 1425-PS-R-1820-76-Motor, eine Kanzel ohne Streben und ein verändertes Heckleitwerk unterschieden. Weitere Aufträge wurden bei Kriegsende storniert.
Die Seahawk flog bis 1949, danach wurde sie endgültig durch Hubschrauber ersetzt.
Ausgelegt war das Muster als Metalltiefdecker mit einem Zentralschwimmer und zwei Stützschwimmern. Eingesetzt wurde es meistens von Schlachtschiffen und Schweren Kreuzern aus, von wo es mit einem Katapult gestartet wurde. Nach der Wasserung wurde das Flugzeug mit einem Kran wieder an Bord genommen.

## Technische Daten

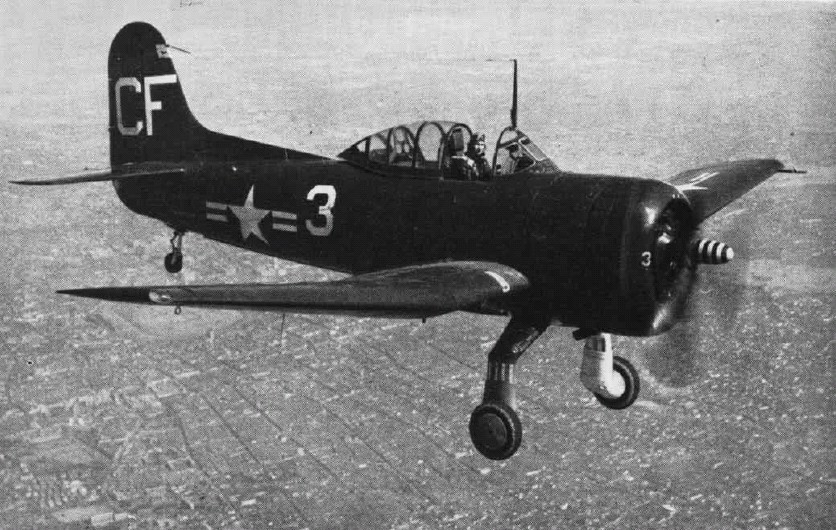
Eine SC-1 der USS Duluth (CL-87) mit Fahrwerk 1948

| Kenngröße               | Daten der Curtiss SC-1                                                         |
| ----------------------- | ------------------------------------------------------------------------------ |
| Besatzung               | 1                                                                              |
| Rumpflänge              | 8,84 m                                                                         |
| Länge (incl. Schwimmer) | 11,09 m                                                                        |
| Spannweite              | 12,50 m                                                                        |
| Höhe                    | 4,99 m (auf Hilfsfahrwerk)                                                     |
| Flügelfläche            | 26,19 m²                                                                       |
| Flügelstreckung         | 6,0                                                                            |
| Flächenbelastung        | 155 kg/m²                                                                      |
| Leermasse               | 2862 kg                                                                        |
| Startmasse              | 4078 kg                                                                        |
| Antrieb                 | ein Wright R-1820-62 luftgekühlter 9-Zyl.-Sternmotor mit 1.350 PS (ca. 990 kW) |
| Höchstgeschwindigkeit   | 454 km/h in 7700 m Höhe                                                        |
| Marschgeschwindigkeit   | 240 km/h                                                                       |
| Dienstgipfelhöhe        | 9760 m                                                                         |
| Landegeschwindigkeit    | 108 km/h                                                                       |
| Reichweite              | 1045 km (ohne Zusatztanks)                                                     |
| Bewaffnung              | zwei 12,7-mm-MGs, 294 kg Bombenlast                                            |